# Campionato sovietico di pallavolo femminile
Il campionato sovietico di pallavolo femminile era un torneo per club dell'Unione Sovietica posto sotto l'egida della Federazione pallavolistica dell'Unione Sovietica.

## Albo d'oro
| Anno             | Podio             | Podio                  | Podio                                   |
| Campione         | Seconda           | Terza                  |                                         |
| ---------------- | ----------------- | ---------------------- | --------------------------------------- |
| 1933 Dettagli    | Mosca             | Charkiv                | Dnipropetrovsk                          |
| 1934 Dettagli    | Mosca             | Baku                   | Dnipropetrovsk Charkiv - Rostov sul Don |
| 1935 Dettagli    | Mosca             | Charkiv                | Baku                                    |
| 1936 Dettagli    | Mosca             | Rostov sul Don Tbilisi | -                                       |
| 1937             | Non disputato     | Non disputato          | Non disputato                           |
| 1938 Dettagli    | Spartak Mosca     | CSKA Mosca             | Rot-Front Mosca                         |
| 1939 Dettagli    | Lokomotiv Mosca   | Spartak Mosca          | Medik Movska Nauka Leningrado           |
| 1940 Dettagli    | Spartak Mosca     | Lokomotiv Mosca        | Spartak Charkiv                         |
| 1941-1944        | Non disputato     | Non disputato          | Non disputato                           |
| 1945 Dettagli    | Lokomotiv Mosca   | Spartak Mosca          | Spartak Leningrado                      |
| 1946 Dettagli    | Lokomotiv Mosca   | SKIF Movska            | Spartak Leningrado                      |
| 1947 Dettagli    | Dinamo Mosca      | Lokomotiv Mosca        | SKIF Movska                             |
| 1948 Dettagli    | Lokomotiv Mosca   | Spartak Leningrado     | Dinamo Mosca                            |
| 1949 Dettagli    | Lokomotiv Mosca   | Dinamo Mosca           | Spartak Leningrado                      |
| 1950 Dettagli    | Lokomotiv Mosca   | Spartak Leningrado     | Dinamo Mosca                            |
| 1951 Dettagli    | Dinamo Mosca      | Lokomotiv Mosca        | Spartak Leningrado                      |
| 1952 Dettagli    | Lokomotiv Mosca   | Dinamo Mosca           | Spartak Leningrado                      |
| 1953 Dettagli    | Dinamo Mosca      | Lokomotiv Mosca        | Medik Leningrado                        |
| 1954 Dettagli    | Dinamo Mosca      | Lokomotiv Mosca        | Spartak Leningrado                      |
| 1955 Dettagli    | Dinamo Mosca      | Lokomotiv Mosca        | Spartak Leningrado                      |
| 1956 Dettagli    | Mosca             | Ucraina                | Leningrado                              |
| 1957 Dettagli    | Lokomotiv Mosca   | Dinamo Mosca           | Spartak Leningrado                      |
| 1958 Dettagli    | Metrostroj Mosca  | Dinamo Mosca           | CSKA Mosca                              |
| 1959 Dettagli    | San Pietroburgo   | Mosca                  | Lettonia                                |
| 1960 Dettagli    | Dinamo Mosca      | Lokomotiv Mosca        | Daugava Riga                            |
| 1961 Dettagli    | Burevisnyk Odessa | Spartak Leningrado     | SKIF Leningrado                         |
| 1961-62 Dettagli | Dinamo Mosca      | CSKA Mosca             | Burevisnyk Odessa                       |
| 1963 Dettagli    | Mosca             | Leningrado             | Unione Sovietica                        |
| 1964             | Non disputato     | Non disputato          | Non disputato                           |
| 1965 Dettagli    | CSKA Mosca        | Lokomotiv Mosca        | Dinamo Mosca                            |
| 1966 Dettagli    | CSKA Mosca        | Dinamo Mosca           | Neftyanik                               |
| 1967 Dettagli    | Mosca             | Azerbaigian            | Ucraina                                 |
| 1968 Dettagli    | CSKA Mosca        | Spartak Irkutsk        | Burevestnik Leningrado                  |
| 1969 Dettagli    | CSKA Mosca        | Burevestnik Leningrado | Dinamo Mosca                            |
| 1970 Dettagli    | Dinamo Mosca      | Burevestnik Leningrado | Lokomotiv Mosca                         |
| 1971 Dettagli    | Dinamo Mosca      | Lokomotiv Mosca        | Burevisnyk Odessa                       |
| 1972 Dettagli    | Dinamo Mosca      | CSKA Mosca             | Neftçi                                  |
| 1973 Dettagli    | Dinamo Mosca      | CSKA Mosca             | Iskra Vorošilovgrad                     |
| 1974 Dettagli    | CSKA Mosca        | Dinamo Mosca           | Iskra Vorošilovgrad                     |
| 1975 Dettagli    | Dinamo Mosca      | Iskra Vorošilovgrad    | CSKA Mosca                              |
| 1976 Dettagli    | Unione Sovietica  | Burevestnik Team       | Dinamo Team                             |
| 1977 Dettagli    | Dinamo Mosca      | CSKA Mosca             | Uraločka                                |
| 1977-78 Dettagli | Uraločka          | Iskra Vorošilovgrad    | Dinamo Mosca                            |
| 1978-79 Dettagli | Uraločka          | CSKA Mosca             | Dinamo Mosca                            |
| 1979-80 Dettagli | Uraločka          | TTU                    | CSKA Mosca                              |
| 1980-81 Dettagli | Uraločka          | Dinamo Mosca           | Sokol Kiev                              |
| 1981-82 Dettagli | Uraločka          | CSKA Mosca             | Medin                                   |
| 1982-83 Dettagli | Dinamo Mosca      | Medin                  | Uraločka                                |
| 1983-84 Dettagli | ADK               | Uraločka               | Medin                                   |
| 1984-85 Dettagli | CSKA Mosca        | Uraločka               | ADK                                     |
| 1985-86 Dettagli | Uraločka          | ADK                    | Kommunalnik Minsk                       |
| 1986-87 Dettagli | Uraločka          | CSKA Mosca             | Kommunalnik Minsk                       |
| 1987-88 Dettagli | Uraločka          | ADK                    | CSKA Mosca                              |
| 1988-89 Dettagli | Uraločka          | ADK                    | Orbita                                  |
| 1989-90 Dettagli | Uraločka          | ADK                    | BMKZ                                    |
| 1990-91 Dettagli | Uraločka          | ADK                    | Uraločka-2                              |